# Shahrestān-e Pāveh
Shahrestān-e Pāveh (persiska: شهرستان پاوه, پاوه) är en delprovins (shahrestan) i Iran.   Den ligger i provinsen Kermanshah, i den nordvästra delen av landet, 500 km väster om huvudstaden Teheran.
Delprovinsen hade 60 431 invånare 2016.